# رهبران متفقین جنگ‌جهانی اول

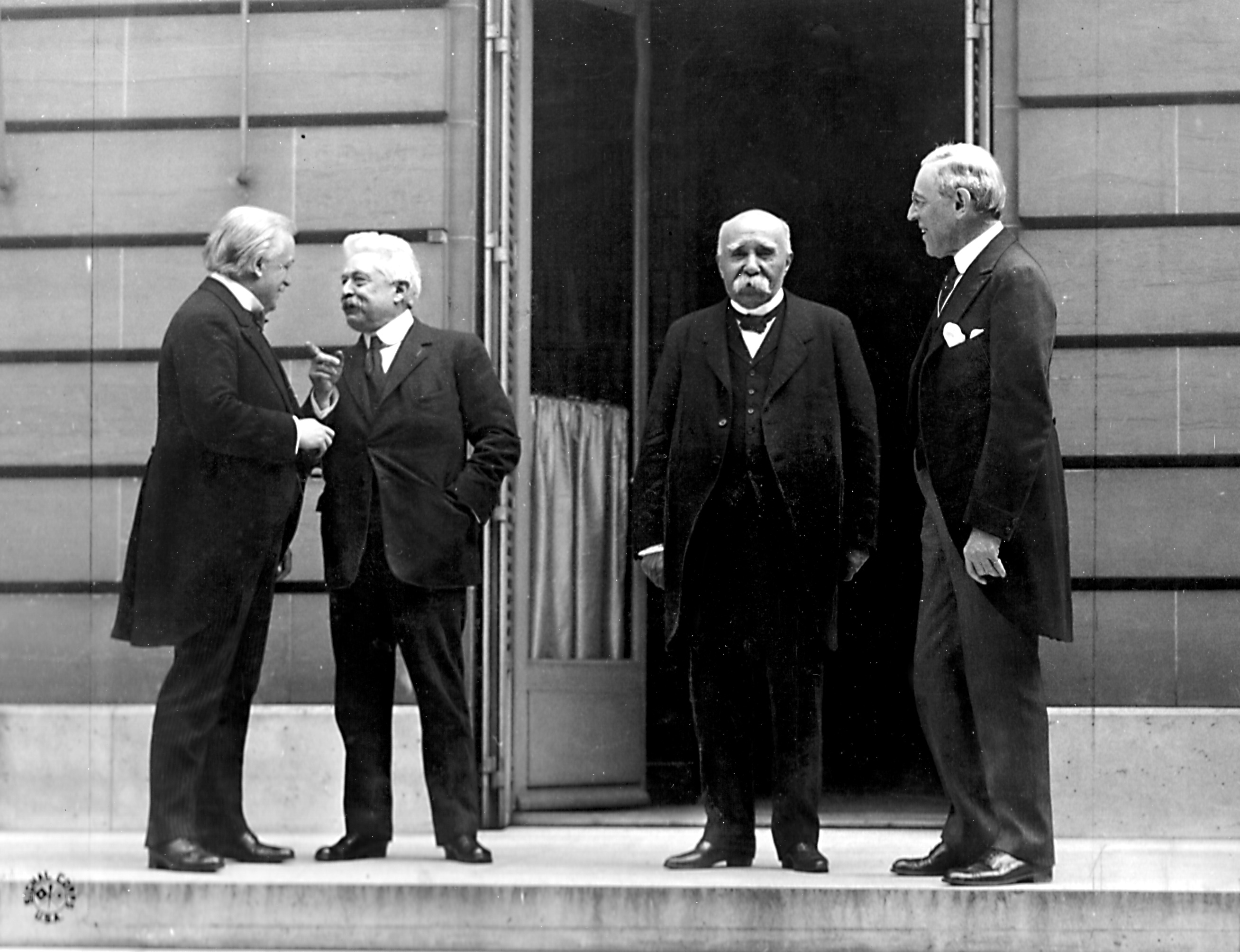
شورای چهار نفره (از چپ به راست): دیوید لوید جورج، ویتوریو امانوئله اورلاندو، ژرژ کلمانسو و وودرو ویلسون در کاخ ورسای.

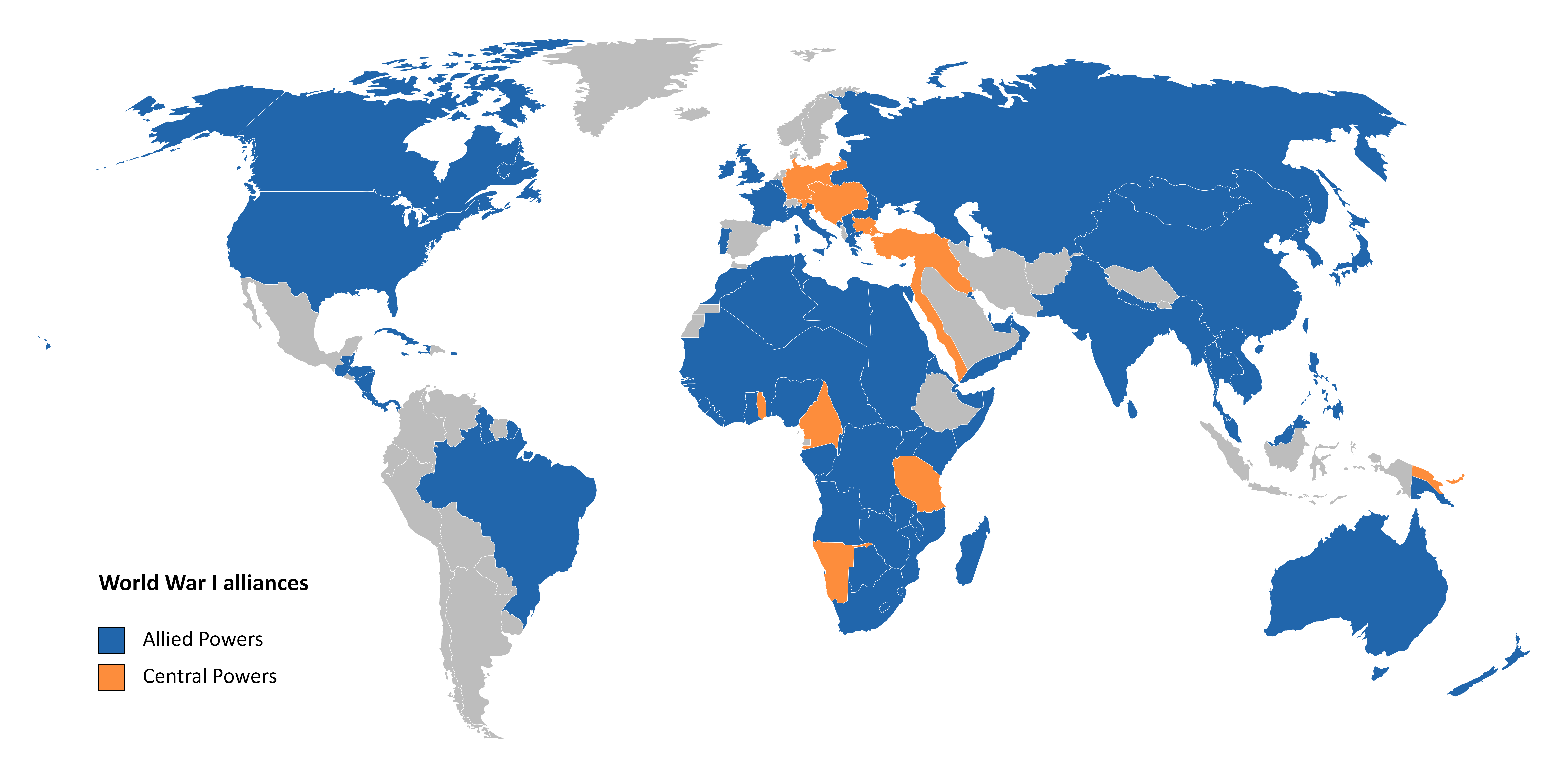
نقشه جهان که شرکت کنندگان در جنگ جهانی اول را نشان می‌دهد. کسانی که همراه با نیروهای متفقین می‌جنگند با رنگ آبی، قدرت‌های مرکز به رنگ نارنجی و کشورهای بی‌طرف با رنگ خاکستری به تصویر کشیده شده‌اند.

رهبران متفقین جنگ جهانی اول، شخصیت‌های سیاسی و نظامی بودند که در طول جنگ جهانی اول برای نیروهای متفقین جنگیدند یا از آن‌ها حمایت کردند.

## امپراتوری روسیه

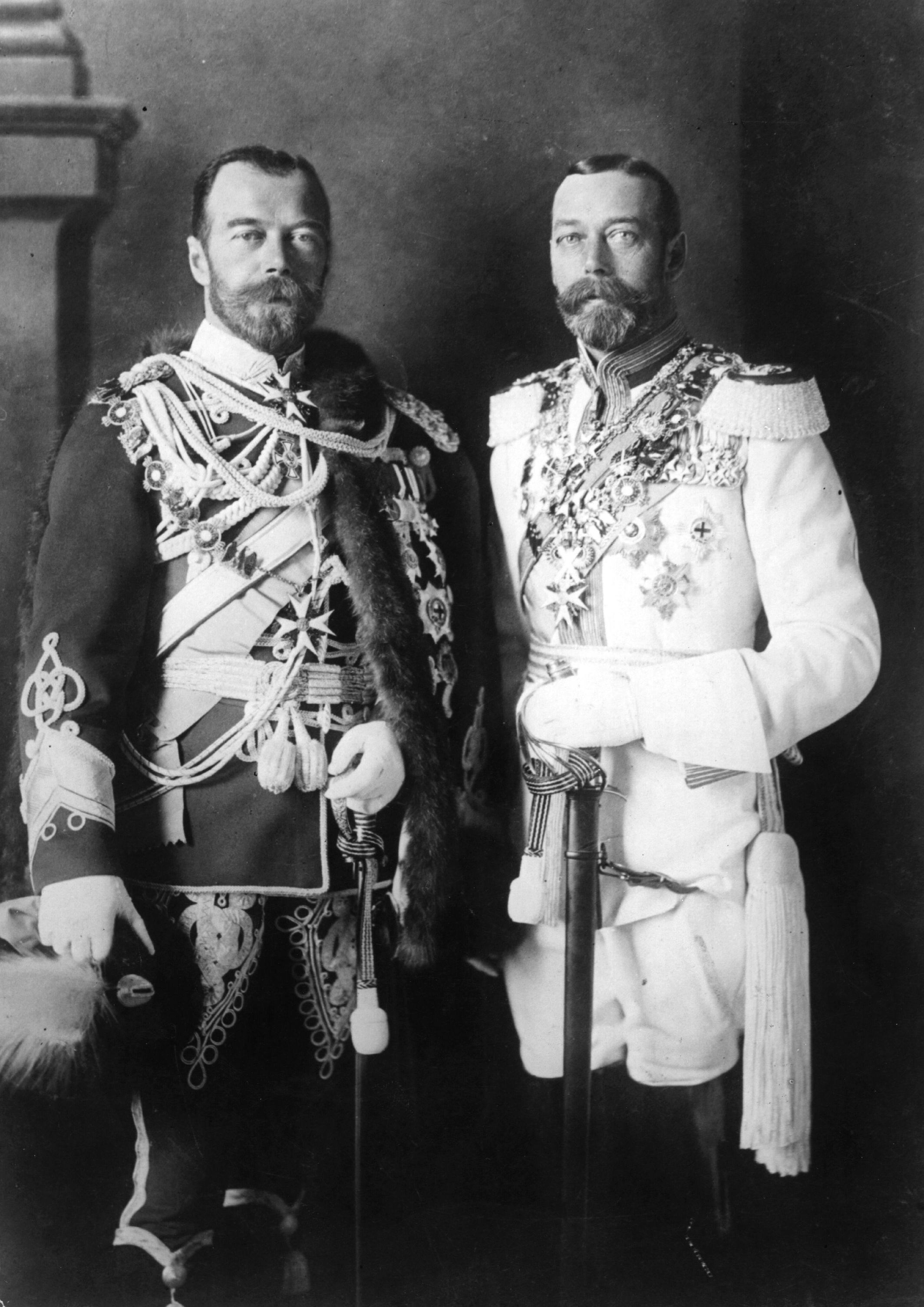
نیکلای دوم و پسر خاله‌ی او جرج پنجم.

- نیکلای دوم امپراتور روسیه
- آلکساندرا فیودوروفنا، ملکه روسیه
- الکساندر سامسنوف
- الکساندر کولچاک
- میخائیل الکسیف
- کورنیلوف
- آلکسی بروسیلوف

## جمهوری سوم فرانسه
- ریمون پوانکاره[۲] - رئیس‌جمهور فرانسه (۱۹۱۳–۱۹۲۰)
- رنه ویویانی - نخست‌وزیر فرانسه (۱۹۱۴–۱۹۱۵)
- آریستی بریا - نخست‌وزیر فرانسه (۱۹۱۵–۱۹۱۷)
- پل پینلو - نخست‌وزیر فرانسه (۱۹۱۷)
- ژرژ کلمانسو - نخست‌وزیر فرانسه و وزیر جنگ (۱۹۱۷–۱۹۲۰)
- آدولف مسیمی [en] - وزیر جنگ (۱۹۱۴)
- آلکساندر میلران - وزیر جنگ (۱۹۱۴–۱۹۱۵)
- ماری ژان لوسین لاکاز [en] - وزیر جنگ (۱۹۱۷)
- پل پینلو - وزیر جنگ (۱۹۱۷)
- جوزف جوفر[۳] – فرمانده کل ارتش فرانسه (۱۹۱۴–۱۹۱۶); مارشال فرانسه از اواخر سال ۱۹۱۶
- فردیناند فوش[۴] - فرمانده گروه ارتش فرانسه شمال (۱۹۱۴–۱۹۱۶)، فرمانده کل و ژنرالیسمو ارتش متفقین (۱۹۱۸). مارشال فرانسه از اوت ۱۹۱۸
- روبرت نیول [en][۵] - فرمانده کل ارتش فرانسه (۱۹۱۶–۱۹۱۷)
- فیلیپ پتن[۶] – فرمانده کل ارتش فرانسه (۱۹۱۷–۱۹۱۸); مارشال فرانسه از نوامبر ۱۹۱۸
- ماکسیم ویگان - ژنرال در ارتش فرانسه و یکی از نمایندگان نظامی دائمی در شورای عالی جنگ متفقین
- آگوستین دبی [en] - فرماندهی ارتش اول (۱۹۱۴–۱۹۱۵) و به دنبال آن گروه ارتش شرق در نبرد وردون تا سال ۱۹۱۶. او بعداً فرماندار نظامی پاریس (۱۹۱۶–۱۹۱۸) شد.
- فرناند دی لانگل دی کری [en] - فرمانده ارتش چهارم در نبرد آردن، ۱۹۱۴. بعداً در سالهای ۱۹۱۵–۱۹۱۶ فرماندهی گروه ارتش مرکزی را بر عهده گرفت.
- ویکتور دوربال [en] - فرمانده تمام نیروهای فرانسوی در بلژیک در سال ۱۹۱۴، سپس ارتش هشتم (۱۹۱۵–۱۹۱۶) و ارتش دهم که در نبرد دوم و سوم آرتوآ شرکت کرد.
- موریس سارای - فرمانده ارتش مشرق زمین که به ارتش متفقین شرق در جبهه مقدونیه (۱۹۱۵–۱۹۱۷) تبدیل شد.
- آدولف گیومات [en] - فرمانده ارتش متفقین شرق (۱۹۱۷–۱۹۱۸)، سپس فرماندار نظامی پاریس شد و به شورای عالی جنگ منصوب شد.
- لویی فرانشت دی اسپری [en] - فرمانده گروه ارتش شمال ۱۹۱۶–۱۹۱۸، ارتش متفقین شرق و در آزادی صربستان (۱۹۱۸)
- جوزف گالینی [en] - فرماندار نظامی پاریس و وزیر جنگ (۱۹۱۵–۱۹۱۶)
- میشل ژوزف ماونوری [en] - فرمانده ارتش ششم (۱۹۱۴–۱۹۱۵) در نبرد نخست مارن
- پیر روکز [en] - فرماندهی ارتش اول (۱۹۱۵–۱۹۱۶) و وزیر جنگ (۱۹۱۶)
- ماری یوجین دبنی [en] - ژنرال ارتش اول (۱۹۱۷–۱۹۱۸) و رئیس ستاد فیلیپ پتن
- پل مایستر [en] - فرمانده ارتش ششم (۱۹۱۷)، ارتش دهم به عنوان بخشی از نیروی اعزامی ایتالیا در جبهه ایتالیا (۱۹۱۷–۱۹۱۸). سرانجام گروه ارتش شمالی (۱۹۱۸)
- هانری پوتز [en] - فرمانده یگان ارتش Vosges که بعداً به ارتش هفتم تبدیل شد (۱۹۱۴–۱۹۱۵)
- لویی دی مودهوی [en] - فرمانده ارتش دهم (۱۹۱۴–۱۹۱۵)، به دنبال آن فرماندهی ارتش هفتم در سال ۱۹۱۵، به ویژه در نبرد Hartmannswillerkopf.
- ژرژ لوئیس هامبرت [en] - فرمانده ارتش هشتم (۱۹۱۵) به دنبال فرماندهی ارتش سوم (۱۹۱۵–۱۹۱۸)
- دنیس آگوست دوچن [en] - فرمانده ارتش ششم (۱۹۱۷–۱۹۱۸) در طول نبرد سوم آیسن
- شارل مانژن - فرماندهی ارتش ششم (۱۹۱۶–۱۹۱۷) در نبرد دوم آیسن و بعداً ارتش دهم در نبرد دوم مارن.
- هانری گورو - رهبری نیروهای اعزامی شرقی در سال ۱۹۱۵ در جریان مبارزات انتخاباتی گالیپولی، جایی که بازوی خود را از دست داد، سپس فرماندهی ارتش چهارم را بر عهده گرفت (۱۹۱۵–۱۹۱۶ و ۱۹۱۷–۱۹۱۸)
- فرانسیس آنتونین [en] - فرمانده ارتش اول در نبرد پساندل (۱۹۱۷)
- هانری ماتیاس برتلو [en] - ژنرال مأموریت نظامی فرانسه در رومانی و ارتش پنجم
- نوئل ادوارد دی کاستلنو [en] - فرمانده گروه دوم (۱۹۱۴–۱۹۱۵)، گروه ارتش مرکزی (۱۹۱۵) و گروه ارتش شرقی (۱۹۱۸)
- امیل فایول [en] - فرمانده ارتش اول (۱۹۱۶–۱۹۱۷)، مرکز گروه ارتش (۱۹۱۷)، لشکرهای فرانسوی در جبهه ایتالیا (۱۹۱۷–۱۹۱۸) و گروه ارتش ذخیره (۱۹۱۸)
- اوبر لیوته - ژنرال مقیم مراکش (۱۹۱۲–۱۹۱۶)، سرکوب شورش‌ها در شمال آفریقا در طول جنگ. وزیر جنگ (۱۹۱۶–۱۹۱۷)
- ژان سزار گرازیانی [en] - فرمانده ارتش دوازدهم ایتالیا در نبرد ویتوریو ونتو
- میلان راستیسلاو استفانیک - فرمانده لژیون‌های چکسلواکی
- ادوار بارس [en] - فرمانده نیروی هوایی فرانسه